# باروخ أوسنيا
باروخ أوسنيا ((بالعبرية: ברוך אזניה‏)، ولد باروخ أيزنشتات؛ 19 سبتمبر 1905 – 6 يوليو 1994) كان سياسي إسرائيلي شغلت عضوية الكنيست بين عامي 1951 و 1969.
ولد بمدينة پينسك في الإمبراطورية الروسية (اليوم بيلاروسيا).والداه هما صموئيل أيزنشتات وزيپورا فينفلشتاين. في عام 1929 أصبح سكرتيرا للجنة المركزية للفرع الألماني لبوعله صهيون.
في 1933 هاجر إلى فلسطين زمن الانتداب. كان على قائمة ماباي لانتخابات عام 1949، ولكن لم يفز بمقعد. بيد أنه، دخل الكنيست في 12 فبراير 1951 ليكون بديلا لأبا هوشي، الذي تنحى عن منصبه.